# Brennerin
De Brennerin is een berg in de deelstaat Opper-Oostenrijk, Oostenrijk. De berg heeft een hoogte van 1.602 meter.
De Brennerin is onderdeel van het Höllengebergte.